# 轉蓆
转席又称传席、转毡、传毡、接袋。是中式婚禮的一種習俗，見於部份地區。
中国民间信仰认为，新娘脚与地接触会冲犯鬼神，故此上轿、下轎時會用不同方法避免腳觸地，例如由人背负或抱著，辜有在地上鋪上席子。因路長席短，须一路转移接铺，故称转席。也有用红毡、麻袋代席，称转毡或传毡。此俗源于唐代就已流行，至宋代，不论贫贱富贵，娶媳时地上都有铺垫物，是毡、席、或袋任选，以家庭经济条件取舍，均以令新娘足不沾地为原则。用袋稱為接袋，諧音「接代」，有傳宗接代的吉祥寓意。